# Ustka
Ustka là một thị trấn thuộc huyện Słupski, tỉnh Pomorskie ở bắc Ba Lan. Thị trấn có diện tích 10 km². Đến ngày 1 tháng 1 năm 2011, dân số của thị trấn là 16062 người và mật độ 1576 người/km².